# North West of Ireland Open
O North West of Ireland Open foi um torneio masculino de golfe que fazia parte do calendário anual do circuito europeu da PGA entre 1999 e 2002. Em 2002, foi disputado no Ballyliffin Golf Club, no condado de Donegal, Irlanda e o vencedor recebeu 358.517 €.

## Campeões
| Ano                                     | Campeão                    | País                       | Pontuação                  | Par                        | Margem de vitória          | Vice-campeão(ões)               |
| North West of Ireland Open              | North West of Ireland Open | North West of Ireland Open | North West of Ireland Open | North West of Ireland Open | North West of Ireland Open | North West of Ireland Open      |
| --------------------------------------- | -------------------------- | -------------------------- | -------------------------- | -------------------------- | -------------------------- | ------------------------------- |
| 2002                                    | Adam Mednick               | Suécia                     | 281                        | −7                         | 5 tacadas                  | Andrew Coltart Costantino Rocca |
| 2001                                    | Tobias Dier                | Alemanha                   | 271                        | −17                        | 1 tacada                   | Stephen Dodd                    |
| Buzzgolf.com North West of Ireland Open |                            |                            |                            |                            |                            |                                 |
| 2000                                    | Massimo Scarpa             | Itália                     | 275                        | −13                        | 1 tacada                   | Mikael Lundberg                 |
| West of Ireland Golf Classic            |                            |                            |                            |                            |                            |                                 |
| 1999                                    | Costantino Rocca           | Itália                     | 276                        | −12                        | 2 tacadas                  | Pádraig Harrington              |